# Škoda Czech Open 1993
Škoda Czech Open 1993 byl tenisový turnaj pořádaný jako součást mužského okruhu ATP Tour, který se hrál na otevřených antukových dvorcích štvanického areálu. Konal se mezi 2. až 8. srpnem 1993 v české metropoli Praze jako sedmý ročník turnaje.
Turnaj s rozpočtem 365 000 dolarů patřil do kategorie World Series. Nejvýše nasazeným hráčem ve dvouhře se stal pátý hráč světa Sergi Bruguera ze Španělska, který splnil roli favorita a po finálové výhře za 1:59 hodin nad třetím nasazeným Česnokovem získal titul. Vybojoval tak první ze dvou pražských trofejí a desátou kariérní ve dvouhře z celkového počtu čtrnácti vítězství. Deblovou soutěž vyhrála druhá nasazená nizozemsko-belgická dvojice Hendrik Jan Davids a Libor Pimek.

## Mužská dvouhra

### Nasazení
| Stát      | Hráč              | ATP | Nasazení |
| --------- | ----------------- | --- | -------- |
| Španělsko | Sergi Bruguera    | 5.  | 1.       |
| Švédsko   | Magnus Gustafsson | 24. | 2.       |
| Rusko     | Andrej Česnokov   | 31. | 3.       |
| Francie   | Fabrice Santoro   | 41. | 4.       |
| Austrálie | Richard Fromberg  | 42. | 5.       |
| Španělsko | Carlos Costa      | 35. | 6.       |
| Švédsko   | Nicklas Kulti     | 51. | 7.       |
| Švédsko   | Magnus Larsson    | 61. | 8.       |

### Jiné formy účasti
Následující hráči obdrželi divokou kartu do hlavní soutěže:
- Tomáš Anzari
- Jiří Novák
- David Škoch

Následující hráči postoupili z kvalifikace:
- Bohdan Ulihrach
- Simon Youl
- Gérard Solvès
- Felipe Rivera

## Mužská čtyřhra

### Nasazení
| Stát                                                          | Hráč               | Stát   | Hráč          | ATP  | Nasazení |
| ------------------------------------------------------------- | ------------------ | ------ | ------------- | ---- | -------- |
| Česko                                                         | Vojtěch Flégl      | Česko  | Cyril Suk     | 119. | 1.       |
| Nizozemsko                                                    | Hendrik Jan Davids | Belgie | Libor Pimek   | 145. | 2.       |
| Česko                                                         | Martin Damm        | Česko  | David Rikl    | 191. | 3.       |
| Německo                                                       | David Prinosil     | Česko  | Richard Vogel | 192. | 4.       |
| číslo „ATP“ je součtem žebříčkového postavení obou členů páru |                    |        |               |      |          |

### Jiné formy účasti
Následující pár postoupil do hlavní soutěže z kvalifikace:
- Radomír Vašek /  Pavel Vízner

## Přehled finále

### Mužská dvouhra
- Sergi Bruguera vs.  Andrej Česnokov, 7–5, 6–4

### Mužská čtyřhra
- Hendrik Jan Davids /  Libor Pimek vs.  Jorge Lozano /  Jaime Oncins, 6–3, 7–6